# Olezoa
Olezoa est un quartier de la ville de Yaoundé, capitale du Cameroun, situé dans l'arrondissement de Yaoundé 3.

## Historique
Olezoa signifie l'arbuste de l'éléphant. En référence en général à un arbuste sur lequel l'éléphant frotte son arrière-train.
Le site est inhabité jusqu'à la fin du XVIIe siècle. Les populations beti occupant rarement les terrains bas. Son occupation a débuté par les descendants du chef Emveng Beyene b'Essola en provenance de Mvolyé, déjà à l'étroit parce que nombreux, puis acculés par les missionnaires pallotins allemands qui semblaient avoir jeté leur dévolu sur la colline de Mvolyé. Ils finiront par en expulser tous les emvengs qui y habitaient.
Le nom originel de ce lieu était Ndamvout. Jusqu'à ce que l'essentiel des habitants de ce lieu traverse à nouveau le Mfoundi pour livrer bataille aux mvog belinga à Mbeng Ayene (actuel carrefour des carreaux) et y aller avec le nom Ndamvout. 
Le village finira par prendre le nom du cours d'eau qui le traverse avant de se jeter dans le Mfoundi sur la rive droite presque en face des trois statues. 

## Géographie
Olezoa est un quartier situé au sud de la ville de Yaoundé. Limité au nord par le quartier Elig Belibi, au sud par Dakar et Mvolyé, à l’est par Mvog Atangana Mbala et Ndamvud, il est aussi communément appelé « l’ile de France». Il est l’hydronyme d’un ruisseau long de 5 km qui prend sa source derrière l’amphithéâtre 700 de l’université de Yaoundé 1 Ngoa Ekelle, un affluent de la rive droite du fleuve Mfundi.

## Institutions
Le quartier abrite non seulement l’ambassade de France, mais aussi la résidence de plusieurs personnels diplomatiques et militaires français en poste au Cameroun, ainsi que le ministère de la défense (MINDEF).

## Éducation
- École primaire française Fustel-de-Coulanges
- École publique d’Olezoa

## Lieux de culte
- Chapelle Olezoa ayant l’appellation paroisse Saint-Paul

## Lieux populaires

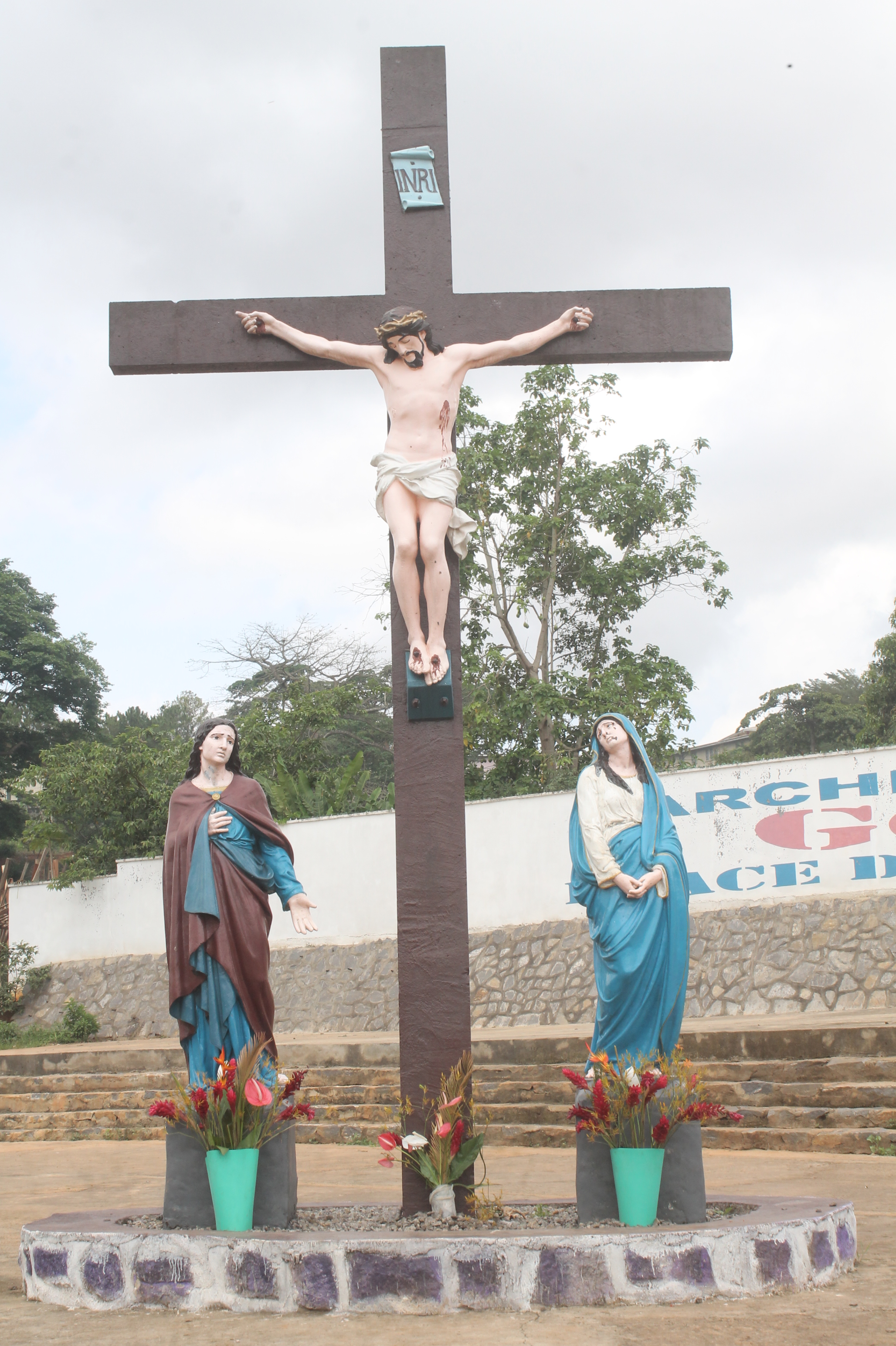
Trois statues à Olézoa

- Trois statues à OlézoaCarrefour trois statues
- Mobil Olezoa

## Santé
- Hôpital militaire
- Pharmacie vétérinaire
- Pharmacie d’Olezoa